# Alvalade (vila)
Alvalade é uma vila portuguesa sede da Freguesia de Alvalade no Município de Santiago do Cacém.
A povoação de Alvalade foi sede de concelho até 1834. Foi de novo elevada à categoria de vila pela Lei n.º 45/95 de 1995-08-30.
A designação Alvalade ficou do árabe al balat, "a planície", encontrando-se em Espanha sob diversas formas. Ou, noutra versão, da palavra árabe "al-balad", que significava "lugar murado", fazendo supor que o pequeno núcleo urbano teria sido inicialmente fortificado.

## História
Existem vestígios da presença humana na freguesia de Alvalade desde o Neolítico, havendo igualmente registos e achados da Idade do Bronze, da época romana, da época visigótica, e da sua refundação pela ocupação muçulmana na primeira metade do século IX.
No ano de 933, o rei Ramiro II de Leão doou ao Mosteiro do Lorvão duas terças partes “d’esta Villa d’Alvalat et su senra”, que já detinha o título de vila. Só após a tomada de Aljustrel, em 1234, por D. Sancho II, Alvalade se tornou terra definitivamente cristã.
Em 1273, D. Afonso III, entre outros domínios, fez a doação de Alvalade à Ordem de Santiago da Espada, que fez deste território uma das suas comendas. Em 20 de setembro de 1510, o rei D. Manuel I concedeu foral a Alvalade, com alguma independência administrativa e judicial, tendo entãosido erigido o Pelourinho na praça central da vila.
No primeiro censo (numeramento) da população de Portugal, efetuado entre 1527 e 1532, ordenada pelo rei D. João III, o concelho de Alvalade regista cerca de 580 habitantes. Em finais do século XVII, foi criada a freguesia do Roxo, que passou a integrar o concelho de Alvalade. Nos inícios de 1755, a vila de Alvalade possuía 275 fogos e 1208 habitantes.
O terramoto de 1 de novembro de 1755 fez-se sentir fortemente em Alvalade, provocando a derrocada da maior parte dos edifícios públicos da vila e grande número de habitações. Mas pior do que o terramoto foram os acontecimentos provocados pela Revolução Liberal. Em 9 de outubro de 1831, a vereação da Câmara de Alvalade, reunida em sessão extraordinária, jurou fidelidade ao rei D. Miguel I.
No dia 18 de julho de 1833, na sua marcha sobre Lisboa, o Duque de Terceira entrou em Alvalade e, após reunir a vereação, o clero, e os demais representantes dos alvaladenses, estes sob coação, renunciaram o auto de 9 de outubro e declaram o seu apoio a D. Maria II. Após a vitória militar do Partido Liberal, e convencionados os acordos de Évora-Monte, o rei D. Miguel I, já deposto e destronado, passou e pernoitou em Alvalade, no dia 31 de maio de 1834, no trajecto a caminho do porto de Sines, onde o aguardava um navio inglês e de onde partiria para o exílio.
A implantação do Liberalismo provocou nova reforma administrativa do território nacional e o concelho de Alvalade foi extinto em 6 de novembro de 1836, tendo sido incorporado como freguesia no concelho de Messejana. Em 24 de outubro de 1855, foi extinto o concelho de Messejana e a freguesia de Alvalade foi incorporada no concelho de Aljustrel.
Os efeitos da Revolução Liberal e a extinção do concelho provocaram a perda de metade da população, e em 1860 Alvalade tinha apenas 620 habitantes e 180 fogos. Em 4 de julho de 1861, foi extinta a Santa Casa da Misericórdia de Alvalade e todos os seus bens são confiscados e incorporados na Casa Pia de Beja. No dia 18 de abril de 1871, a freguesia de Alvalade mudou novamente de concelho, passando desde então a pertencer ao concelho de Santiago do Cacém.
Em 23 de agosto de 1914, chegou pela primeira vez o comboio a Alvalade e foram inauguradas as estações de caminho de ferro e do telégrafo-postal. Em 1916 foi adquirido e colocado um relógio de fabrico nacional na torre sineira da igreja matriz. Em 1918, a Companhia dos Caminhos de Ferro Portugueses construíram o lavadouro e fontanário da Bica.
Em 1924 foi instalada a Guarda Nacional Republicana. No dia 24 de abril de 1953, Ermidas-Sado (desde 1915 uma aldeia da freguesia de Alvalade) conseguiu o estatuto de freguesia e desvinculou-se de Alvalade, levando também a aldeia de Ermidas (que também era um pequeno povoado do concelho de Alvalade desde o século XVI) para o seu domínio administrativo. A partir de 1 de abril de 1959, Alvalade passou a ter serviço telefónico.

Em 1995, tendo perdido o título de vila com a supressão do concelho, Alvalade foi elevada de novo à categoria de vila.
Presentemente, Alvalade é uma vila em franco desenvolvimento, a sua economia assenta principalmente no setor primário onde se destacam investimentos como da Alensado (Cooperativa de Produtores de Tomate), da Valouro e da Innoliva, mas também sustentada nas áreas do pequeno comércio, indústria, e na prestação de serviços.

## Património
- Ponte medieval de Alvalade ou Ponte sobre a ribeira de Campilhas
- Pelourinho de Alvalade
- Igreja da Misericórdia de Alvalade
- Igreja Matriz de Alvalade
- Casa dos Juízes
- Casa da Câmara
- Fonte da Estação
- Fonte da Bica
- Fonte da Fome

## Transportes
Alvalade é cruzada pelas E.N. 261 e 262 e tem acesso muito próximo ao IC1 (Lisboa / Algarve) .
A Rodoviária do Alentejo dispõe de diversas carreiras que passam diariamente pela localidade.

## Naturais de Alvalade
- Aurea, cantora portuguesa